# 34876 Sofiatomov
34876 Sofiatomov è un asteroide della fascia principale. Scoperto nel 2001, presenta un'orbita caratterizzata da un semiasse maggiore pari a 2,3699115 au e da un'eccentricità di 0,0528777, inclinata di 7,10717° rispetto all'eclittica.